# Hofmark Öberau
Die Hofmark Öberau war eine geschlossene Hofmark mit Sitz in Öberau, heute ein Stadtteil von Straubing in Niederbayern.
Die Hofmark gehörte dem Chorherrenstift Pfaffmünster in Münster. 1551 erhielt Linhart Hochholzer zu Öberau vom Hofmarksherrn Bernhart von Waldkirch, Propst des Stiftes Pfaffmünster, Leibgedingsrechte auf dem Hof zu Öberau. 1581 wurde der Sitz des Stiftkapitels nach Straubing verlegt. 1643 wurde gemeldet, der Hof zu Öberau sei abgebrannt. Bis zur Säkularisation in Bayern blieb Öberau im Besitz des Stiftkapitels. 
Am 26. Oktober 1803 ging die Hofmarksgerechtigkeit auf das Landgericht Straubing über, die Güter kamen zum Rentamt Straubing.